# MA Doom: Son of Yvonne
MA Doom: Son of Yvonne è il quarto album in studio del rapper statunitense Masta Ace, pubblicato nel 2012.

## Tracce
1. D Ski's Intro – 1:22
2. Nineteen Seventy Something – 2:52
3. Son of Yvonne – 3:15
4. Da'Pro – 3:00
5. Store Frontin' – 0:37
6. Me and My Gang – 3:35
7. Crush Hour (featuring Pav Bundy) – 2:42
8. Think I Am (featuring Big Daddy Kane & MF Doom) – 2:40
9. Fresh Fest (featuring Reggie B) – 3:19
10. Hoe-Tel Leftovers – 0:32
11. Slow Down – 4:33
12. Home Sweet Home – 3:00
13. Dedication – 1:00
14. I Did It – 3:24
15. In da Spot (featuring Milani the Artist) – 2:54
16. Outtakes – 3:32